# Masreca
Masreca foi um lugar mencionado na lista de antigos governantes de Edom , "antes que reinasse rei algum sobre os filhos de Israel".  Masreca foi a cidade real de Sanlá, filho de Hadade.   O nome pode significar "lugar de vinhas escolhidas", mas não há nada para mostrar em que local deve ser procurado.